# Тропик (Јута)
Тропик (енгл. Tropic) град је у америчкој савезној држави Јута.

## Демографија
По попису из 2010. године број становника је 530, што је 22 (4,3%) становника више него 2000. године.
| Група             | 2000.       | 2010.       |
| Белци             | 484 (95,3%) | 499 (94,2%) |
| Афроамериканци    | 0 (0,0%)    | 1 (0,2%)    |
| Азијати           | 0 (0,0%)    | 1 (0,2%)    |
| Хиспаноамериканци | 12 (2,4%)   | 16 (3,0%)   |
| Укупно            | 508         | 530         |